# Tripwire (logiciel)
Pour les articles homonymes, voir Tripwire.
Tripwire est un logiciel de contrôle d'intégrité, permettant de s'assurer que les fichiers sensibles sur un ordinateur ne sont pas modifiés sans que cela ne déclenche une alerte.
Pour ce faire, le logiciel crée une base de données (ou une table de référence pour les cas les plus simples) contenant la signature numérique (hash) des fichiers que l'administrateur souhaite surveiller. Lors de la phase de contrôle d'intégrité, Tripwire recalcule la signature numérique de chacun des fichiers à surveiller et vérifie que cette signature correspond bien à celle calculée lors de la création de la base de données. Si les deux signatures ne correspondent pas, Tripwire émet alors une alerte.
Les fichiers à surveiller peuvent être classés selon différents degrés de criticité.
Tripwire peut être assez complexe à configurer car les fichiers de configurations sont chiffrés. la base de données peut (doit) aussi être chiffrée. En conséquence, chaque nouveau réglage entraîne un re-chiffrement des fichiers de configuration et de la base de données.
Les éventuelles alertes à la suite de modifications de fichiers peuvent être transmises par courriel.
Il existe une branche OpenSource du logiciel sous la Licence publique générale GNU qui est la continuité du logiciel original. Les développeurs du logiciel ont ensuite étendu les fonctionnalités du logiciel en branche commerciale, via la compagnie qu'ils ont fondée.
D'autres projets OpenSource similaires existent tels que rkhunter, AIDE, AFICK et Samhain.